# Hermann Nicephorus
Mag. Hermann Nicephorus (Namensvarianten: 1595 Dominus Hermannus Nicephorus, 1608 Hermannus Nicephorus) (* um 1555 in Stromberg bei Oelde im Münsterland in Westfalen; † 6. Oktober 1625 in Soest) war ein Schulmann in Braunschweig und Soest, Dramatiker und barocker Philosoph.

## Lebenslauf
Er immatrikulierte sich 1581 in Helmstedt, das in dieser Zeit streng und kämpferisch lutherisch war. Er war „vor 1595“ bereits seit 20 Jahren im Schuldienst (s. Dürre 1869, S. 13); „seinem eigenen Zeugnis zufolge“ war er zehn Jahre lang Kantor und Konrektor an verschiedenen Orten (also ca. 1575 bis 1585), außerdem war er danach weitere zehn Jahre vor seiner Anstellung in Braunschweig bereits zweimal Rector „nicht ohne Ruhm“ (ebd., S. 13) (also 1585 bis 1595): u. a. ist er 1591 belegt als Rektor an der Martinsschule zu Minden, das offenbar sein erstes Rektorat war, und bekleidete dann wenige Monate lang bis Sommer 1595 zu Lemgo sein zweites Rektorat (er war außerdem wohl früher in Bielefeld). Dann war er nach seiner Berufung um „Johannis“ herum (ebd., S. 13, also Mitte des Jahres) nach geschickten Gehaltsverhandlungen und vier Antrittsvorlesungen von Michaelis 1595 bis 1604 Rektor am Martineum in Braunschweig, bis zu seiner Absetzung. Anschließend war er seit 27. August 1604 bis zu seinem Tod 1625 Rektor am Archigymnasium in Soest (1608 bat er über den Soester Rat in Lemgo um Auszahlung aus dem Erbe seiner Schwiegereltern, der Soester Rat nannte ihn dabei „vnser Schulen Rector“, der „Erenhafft vnd Wollgelartte Hermannus Nicephorus“; 1611 wiederholte er die Bitte vor dem Lemgoer Rat, mit unbekanntem Ausgang).

## Wirken
Er war Verfasser zahlreicher gelehrter Schriften und Übersetzer aus dem Lateinischen.
Laut Jöchers Gelehrtenlexikon „ein Nachfolger des Rami“, also ein Anhänger von Petrus Ramus oder Pierre de la Ramée, 1515–1572, Verfasser bedeutender Lehrbücher, ein calvinistisch gesinnter Gegner der herrschenden aristotelisch-scholastischen Philosophie.

„In Braunschweig, wohin er 1595 als Leiter des Martineums berufen worden war, gerieth er bei dem Versuche, die Gelehrtenschule etwas von dem Einflusse der Geistlichkeit zu lösen, in Conflict mit dem schroffen Coadjutor Kaufmann und mußte 1604 nach Soest entweichen […] Im Anschluß an Petrus Ramus bemühte er sich vielfach, die aristotelisch-scholastische Lehrmethode der Logik und Rhetorik zu vereinfachen, wozu ihm öffentliche Disputationen das geeignetste Mittel schienen, obwohl er mit diesen Bestrebungen wie bei den Aufführungen von Schulkomödien auf Widerstand stieß. Seine Übersetzung von Buchanan’s 50 Jahre zuvor erschienener lateinischer Tragödie ‚Jephtes‘ […] zeigt größere Formgewandheit als die seines Vorgängers Bitner vom Jahre 1569. Verständig kürzt er gelehrte Anspielungen und rhetorische Stellen seiner Vorlage, indem er auf wörtliche, zu Weitschweifigkeit führende Wiedergabe verzichtet. Die Chorlieder läßt er von verschiedenen Choristen declamiren.“

„[…] gab 1602 die Rhetoricam Talaei heraus, und griff in der Vorrede einige Mitglieder des Ministerii an, worüber er abgesetzt wurde, und sich als Rector nach Soest begab. […] Er war ein gelehrter und belesener Mann, wie seine vielen, zu Soest gehaltenen, und von 1605 bis 1624 gedruckten Disputationen ausweisen […] Auch nahm er Antheil an den Bemühungen der Gelehrten seiner Zeit, welche nach dem Muster des Ramus und Melanchthons einen deutlicheren Vortrag der Weltweisheit einzuführen suchten, und bestritt die Vergötterung des Aristoteles.“

## Familie
Die Namen seiner Eltern sind unbekannt. Er änderte einer Sitte der Zeit gemäß seinen (nicht überlieferten) Namen und ersetzte ihn durch einen antikisierenden (nach dem Vorbild des byzantinischen Kaisers Nikephoros I., der 811 im Kampf gegen die Bulgaren fiel; sein deutscher Name dürfte mit dem Begriff „Sieg“ zusammenhängen, z. B. „Sieger“). Er heiratete 1586 (wohl in Lemgo) Catharina Hoyer, die aus dem strikt lutherischen Lemgo stammte (Tochter des Schmiedes Tönis Hoyer und der Elisabeth Cruse). Sein Schwiegersohn war Henricus Schnabelius, Geistlicher Inspektor der Herrschaft Homburg und Pfarrer in Marienhagen (starb dort 1651, Ahnherr der „Pfarrerdynastie“ Schnabel).

## Werke
- [Ode zur Einweihung der neuen Schule 1595], in: Joann. Lud. Vivis: introductio ad veram sapientiam, Braunschweig 1657, 12. Zugabe (wiederabgedruckt in: Dürre 1869, Beilage 1)
- Rhetorica Talaei, 1602
- Examen Logicae Philippo-Rameae, Rostock 1602 (Digitalisat), Stadtbibliothek Lübeck
- George Buchanan: Jephtes. Ein Christlich Tragœdia... durch Hermannum Nicephorum ... mit lieblichen Reimen dem gemeinen Mann zu nutz und günstigem gefallen ... verteutschet ... Braunschweig 1604 (Übersetzung aus dem Lateinischen)
- mehrere Disputationen zu Soest, 1605–1624 gedruckt
- Disputation zur Jubelfeier der Reformation, 1617
- Hermannus Nicephorus, Rectore Scholæ Susatensis: Scholastica sive Scholae descriptio nova novandis scholis & conservandis aptata, Susati [Soest]: Typis Iohannis Zeise 1620; Analysin logicam [Streitschrift gegen Corn. Martini], Frankfurt 1624.